# Латиноамериканская музыка

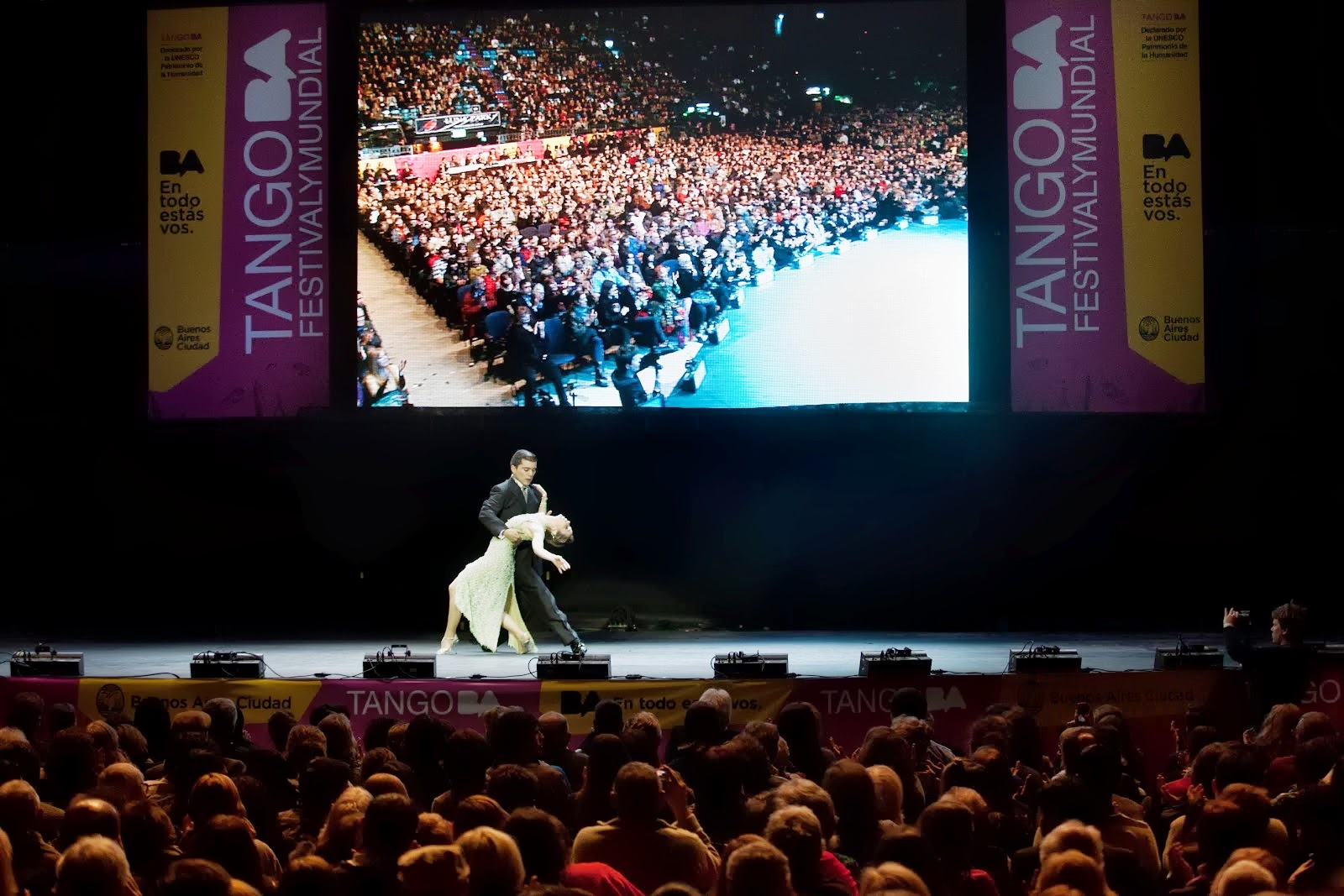
Танго

Латиноамерика́нская му́зыка (исп. música latinoamericana) — обобщённое название музыкальных стилей и жанров стран Латинской Америки, а также музыка выходцев из этих стран, компактно проживающих на территории других государств и образующих большие латиноамериканские сообщества (например, в США). В разговорной речи часто используется сокращённое название «латинская музыка» (исп. música latina).
Латиноамериканская музыка, роль которой в повседневной жизни Латинской Америки весьма высока, является сплавом многих музыкальных культур, однако основу её составляют три компонента: испанская (либо португальская), африканская и индейская музыкальные культуры. Как правило, латиноамериканские песни исполняются на испанском или португальском языках, реже — на французском. Латиноамериканские исполнители, живущие в США, обычно двуязычны и нередко используют тексты на английском языке.
Собственно испанская и португальская музыка не относится к латиноамериканской, будучи, однако, тесно связана с последней большим количеством связей; причём влияние испанской и португальской музыки на латиноамериканскую обоюдно.
Несмотря на то, что латиноамериканская музыка крайне неоднородна и в каждой стране Латинской Америки имеет свои особенности, стилистически её можно подразделить на несколько основных региональных стилей:
- андскую музыку;
- центральноамериканскую музыку;
- карибскую музыку;
- аргентинскую музыку;
- мексиканскую музыку;
- бразильскую музыку.

Следует, однако, иметь в виду, что такое деление весьма условно и границы этих музыкальных стилей сильно размыты.

## Популярные исполнители жанра
- Дженнифер Лопес
- Шакира
- Рики Мартин
- Наталия Орейро
- Малума
- Питбуль
- Дедди Янки
- Бэкки Джи

## Андская музыка
К андской музыке обычно относят музыку запада Южной Америки: Перу, Эквадора, Боливии и Чили, горных районов Колумбии и Венесуэлы. Андская музыка в наибольшей степени из всех латиноамериканских музыкальных жанров находится под влиянием индейских традиций. Как правило, влияние африканской музыкальной культуры в ней незначительно либо полностью отсутствует, а в ряде традиционных жанров практически не ощущается и испанское влияние.

## Центральноамериканская музыка
К центральноамериканской музыке, в соответствии с её названием, относят музыку стран Центральной Америки: Гватемалы, испаноязычной части Белиза, Сальвадора, Гондураса, Никарагуа, Коста-Рики, Панамы, части Колумбии и Венесуэлы.

## Карибская музыка
Эта группа стилей включает в себя латиноамериканскую музыку многочисленных островов бассейна Карибского моря, а также побережья стран, омываемых им. К карибской музыке относят музыку Кубы, Пуэрто-Рико, Доминиканской Республики, побережья Венесуэлы и Колумбии, а также «франкоязычную» музыку Гаити, Гваделупы и Мартиники (часто под «Латинской Америкой» понимают только испано- и португалоязычную её часть, тогда как французский язык с такой же долей обоснованности может быть отнесён к «латинским» языкам).
В силу больших размеров и «самодостаточности» стран, музыку Аргентины, Мексики и Бразилии выделяют в отдельные группы.
Кроме того, существует несколько жанров, порождённых традиционной латиноамериканской музыкой, но не имеющих «привязки» к какому-то конкретному региону:
- латин-джаз;
- латин-поп;
- латин-рок.